# لی جون-یونگ (بازیکن فوتبال)
لی جون-یونگ (کره‌ای: 이준영؛ زادهٔ ۲۶ دسامبر ۱۹۸۲) بازیکن فوتبال اهل کره جنوبی است. او سابقاً برای باشگاه فوتبال سئول و باشگاه فوتبال اینچئون یونایتد بازی می‌کرد.
او به خاطر درگیری در یک رسوایی تبانی در مسابقات در ژوئیه ۲۰۱۱، برای همیشه از سیستم لیگ فوتبال کره اخراج شد. 